# Beaucarnea recurvata
La pata de elefante, nolina despeinada o palma barrigona (Beaucarnea recurvata) es una especie de fanerógama perteneciente a la familia de las asparagáceas. Se encuentra en los estados de Tamaulipas, Veracruz y San Luis Potosí en el este de México.

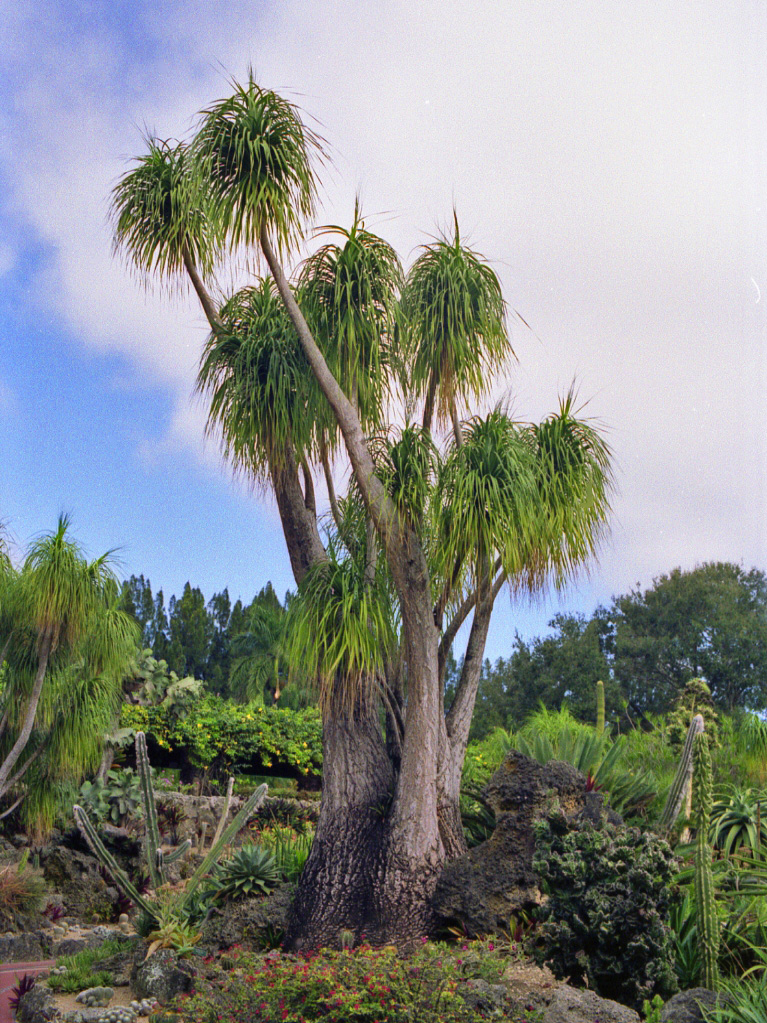
Vista de la planta

Beaucarnea recurvata fue descrita por Charles Antoine Lemaire y publicado en L'illustration horticole 8(Misc.): 59, en el año 1861.

## Descripción
Planta arborescente de 4 hasta 15 m de altura, con ramificación abundante; base cónica globosa, llegando a tener una forma ovada a elipsoide en la parte inferior semejando una bota, con un diámetro en la parte inferior de hasta 3 m; corteza de color gris oscuro a café oscuro con placas alargadas, cuadrangulares o rectangulares en la base a 0.5-1 cm de grosor, poligonales hacia el tronco, algo rugosas con fisuras ligeramente profundas; ramas terminales elongadas, aplanadas en la base y redondeadas hacia el ápice, 1-2 m; yemas bajo la roseta, elipsoides a ovadas, de 1.5-2.0 x 1 mm; hojas agrupadas en rosetas al final de las ramas, recurvadas, lineales de 100 a 150 cm de largo y de 1 a 1.5 cm de ancho, de color verde a verde pálido, margen verde amarillo, con dientecillos persistentes, con la base de la hoja triangular de 5 a 7 cm de largo por 4 a 5 cm de ancho; inflorescencia ovoide de 0.7 a 1.0 m de largo, rojo a amarillo paja; tallo de la inflorescencia de 20 a 30 cm de largo, 1.0 a 1.5 cm de diámetro; las ramas primarias ligeramente onduladas, pedúnculo de 15 a 30 cm de largo, en la parte superior de 10 a 15 cm de largo; brácteas del pedúnculo y de las ramas casi triangulares y largo acuminado; las ramas más altas de 5 a 8 cm de largo con 18 a 24 nodos florales. Flores masculinas de 2 a 3 por nodo; pedicelo 1.5 a 2.0 mm articulado cercano a la flor; anteras fuertemente sagitadas. Flores femeninas, de 1 a 4 por nodo; pedicelo de 2.5 a 5 mm de largo. Fruto. Pedúnculo del fruto de 3 a 6 mm de largo, elipsoide a ligeramente obovado, 12 a 14 mm de largo, 9 a 10 mm de ancho, amarillo pálido. Semilla. Elipsoide y en gran parte ovoide, de 3.5 a 4.5 mm de largo, y 3 a 4 mm de ancho, lóbulo no bien marcado; testa escabrosa a lisa, rojo café brillante.
Beaucarnea recurvata tiene un caudex muy notable, con el propósito de almacenar agua.

## Distribución
El género Beaucarnea se distribuye desde México hasta Centroamérica, actualmente se reconocen alrededor de 11 especies, diez de las cuales, son endémicas del país y dentro de la cual se encuentran Beaucarnea recurvata. Esta especie tiene una distribución muy restringida en México, ya que se encuentran en un estrecho rango de distribución en regiones semiáridas y de selva baja caducifolia, en el norte, sur y sureste de México. Beaucarnea recurvata, es una especie endémica que sólo se distribuye en los estados de Oaxaca y Veracruz.

## Hábitat
Su hábitat es la selva baja caducifolia, cuyas temperaturas promedio de 20 °C y una precipitación anual de 800 mm, y una temporada seca bien marcada de entre 7 y 8 meses, este tipo de selvas se encuentran en un rango altitudinal de 0 hasta 1700 m s. n. m. Crecen en suelos rocosos deficientes en nutrientes, en acantilados y montañas con fuerte pendiente.

## Estado de conservación
Las especies del género Beaucarnea se encuentran en su mayoría en estado crítico debido a las diversas actividades antropogénicas, lo cual ha provocado una severa fragmentación y destrucción de su hábitat. Por otro lado, la extracción de semillas, plántulas, juveniles y adultos,  han afectado el tamaño de la población y la proporción de sexos, reduciendo con esto las posibilidades de fertilización y, por consiguiente, la producción de semillas. Este proceso de explotación expone a esta especie en estado de amenaza o extinción, por la reducción del tamaño mínimo viable de las poblaciones, así como del deterioro de la diversidad genética de las mismas. B. recurvata está considerada como amenazada de acuerdo a la Norma Oficial Mexicana 059-SEMARNAT-2010 en México.

## Cultivo
Beaucarnea recurvata  se cultiva en interiores como planta ornamental de interior y al aire libre en los jardines de clima templado. La planta es resistente hasta los 10 °C, y crece a pleno sol en sombra parcial. Las plantas son de crecimiento muy lento y muy tolerantes a la sequía, en una maceta o plantado como un árbol ornamental de jardín.